# Edu del Prado
Edu del Prado (ur. 17 sierpnia 1977 w Walencji, zm. 23 czerwca 2018 tamże) – hiszpański wokalista i aktor.
Jego matka pochodziła z Andaluzji, a ojciec z Gwinei. Mając dwadzieścia, lat nagrał swój pierwszy album Edu, który utrzymał się przez sześć tygodni na radiowych top 10. Wystąpił w musicalach takich jak Dzwonnik z Notre-Dame (w języku hiszpańskim), Jekyll i Hyde oraz Andrew Lloyda Webbera Koty. Stał się znany w szczególności z roli Cezara w serialu Un Paso adelante (2005). W 2005 wstąpił do grupy UPA Dance, z którą wydał album contigo, który w dwa tygodnie stał się złotą płytą. W październiku 2007 pełnił funkcję nauczyciela śpiewu w siódmej edycji programu Star Academy. W 2008 wydał swój album Edu Del Prado. Pierwszym singlem było "1-2-3-4 (Don't You Think)", a następnie "J'ai le Feeling".

## Dyskografia
- 1997: Edu
- 2005: contigo z UPA Dance
- 2008: Edu Del Prado